# Adoretus impurus
Adoretus impurus är en skalbaggsart som beskrevs av Fahraeus 1857. Adoretus impurus ingår i släktet Adoretus och familjen Rutelidae. Inga underarter finns listade i Catalogue of Life.